# William Butterfield

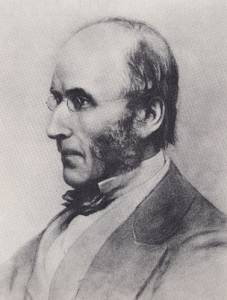
William Butterfield; vor 1900

William Butterfield (* 17. September 1814 in London; † 23. Februar 1900 ebenda) war ein englischer Architekt. Seine Bauten sind dem neugotischen Stil zuzurechnen (Gothic Revival), wobei vor allem Kirchen und Pfarrhäuser im Zentrum seines Schaffens stehen. Butterfield war eng verbunden mit dem im 19. Jahrhundert in der anglikanischen Kirche bedeutsamen Oxford Movement.

## Biografie
Butterfield stammte aus einer Familie von Nonkonformisten, die im Londoner Stadtteil Strand einen Drogerieladen führten. Er war eins von neun Kindern und ging nach seiner Schulzeit, 16 Jahre alt, beim Baumeister Thomas Arber im Londoner Bezirk Pimlico in die Lehre. In den Jahren 1833–36 studierte Butterfield Architektur bei E. L. Blackburne und war danach (1838–1839) Gehilfe des in Worcester ansässigen Architekten Harvey Eginton, bei dem er seine Lehre abschloss. Um 1840 eröffnete er sein eigenes Architekturbüro in Lincoln’s Inn Fields.
Im Jahr 1842 wurde Butterfield Mitglied der Cambridge Camden Society und später auch der Ecclesiological Society, wobei er für das Erscheinungsbild der Zeitschrift dieser Gesellschaft, des Ecclesiologist, verantwortlich war. Diese Arbeit im Rahmen der anglikanischen Kirche beeinflusste auch sein architektonisches Schaffen. Trotz seiner nonkonformistischen Herkunft war er stets ein Anhänger der so genannten High Church sowie des Oxford Movement. Sein Baustil gehörte zum neogotischen Formenkreis, d. h., er orientierte sich an alten gotischen Formen und belebte sie im Geist seines viktorianischen Zeitalters neu. Er entwarf dabei vor allem kirchliche Bauten, daneben aber auch eine Reihe von Colleges und Schulen.
Im Jahr 1884 wurde er vom Royal Institute of British Architects für sein Werk mit der RIBA-Goldmedaille ausgezeichnet. 16 Jahre später starb er in London.
Am Wohnhaus, Bedford Square 41 in London, befindet sich eine blaue Gedenkplakette, die an ihn erinnert.

## Bauwerke

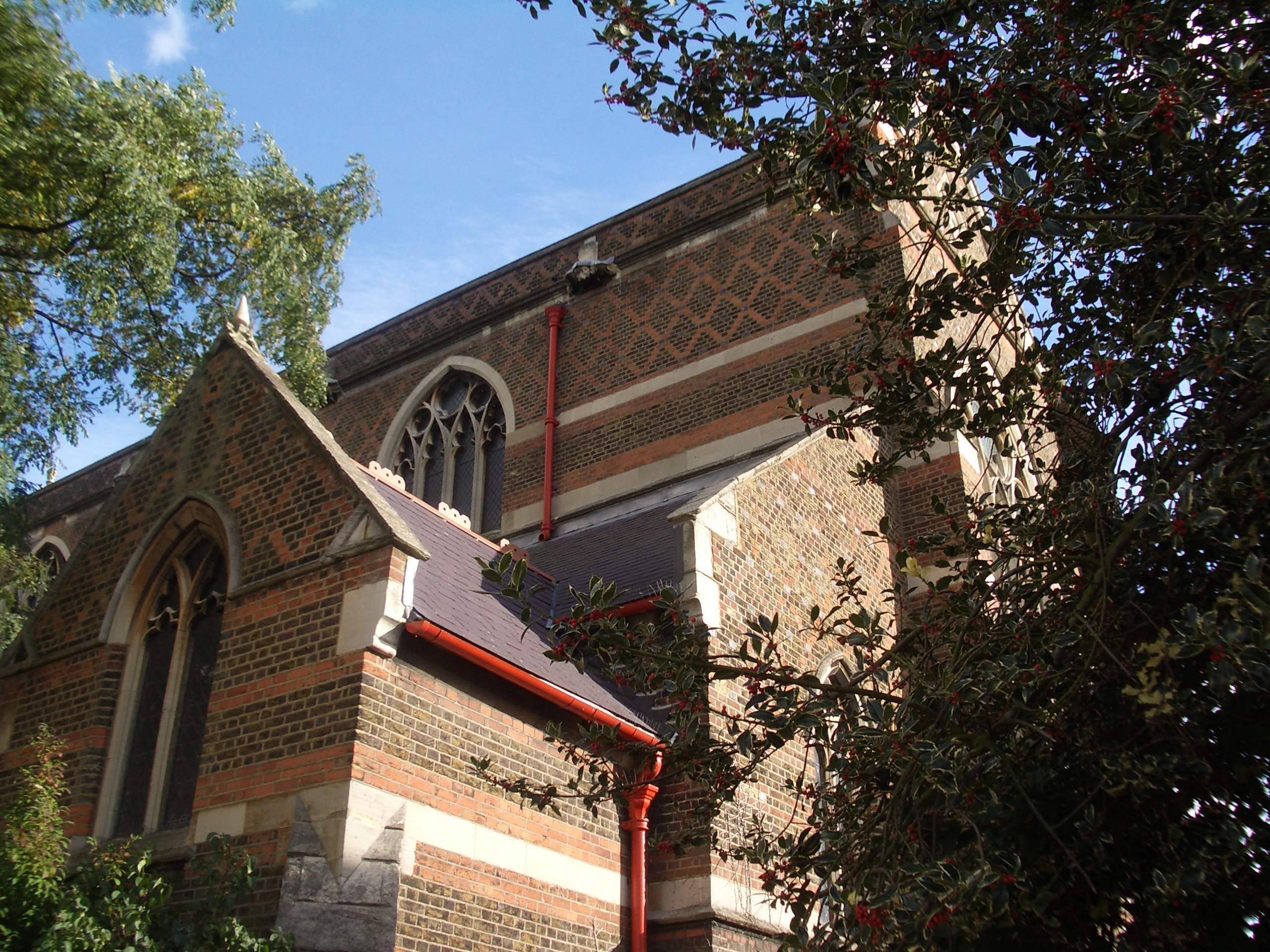
Bauwerk St Mary Brookfield von William Butterfield

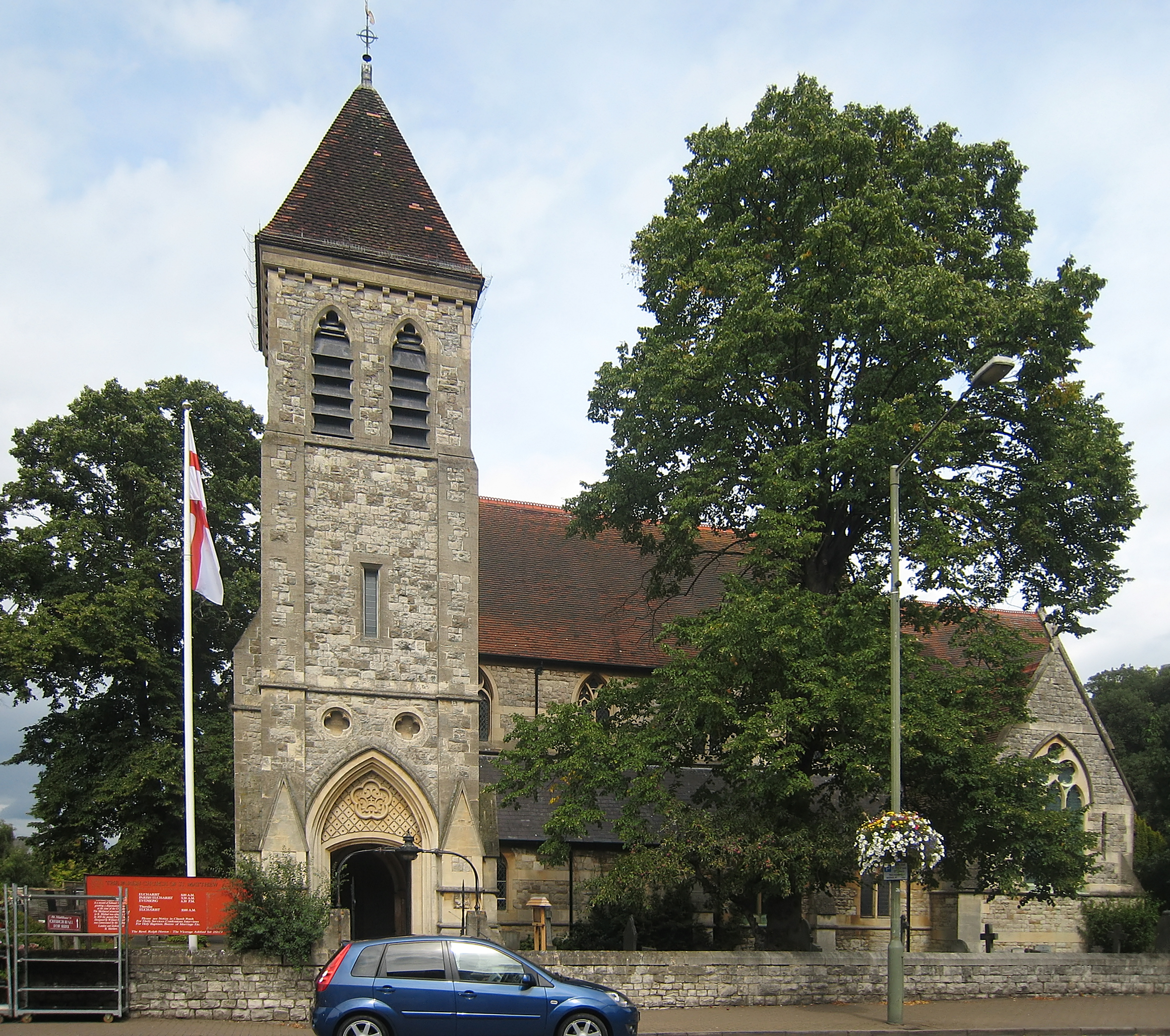
Gemeindekirche St Matthews in Ashford; William Butterfield, 1865

- All Saints Margaret Street, London
- Balliol College, Oxford Chapel
- Cathedral of The Isles, Great Cumbrae, Schottland
- St Saviour's, Coalpit Heath
- Keble College, Oxford (1876)
- Merton College, Oxford New Buildings (1864)
- St Ninian’s Cathedral, Perth, Schottland
- Rugby School Chapel und quadratischer Innenhof (1875)
- St Alban’s, Holborn
- St Augustine's College, Canterbury (1845)
- St James's, Christleton
- St. Mary Brookfield, Dartmouth Park, London (1869–75)
- Winchester County Hospital
- Horfield Parish Church
- St. James's Church, Baldersby St. James Primary School und Stadtgebäude, Baldersby St. James, North Yorkshire (1857)
- All Saints Babbacombe, Torquay, Devon
- Sarum College, Salisbury
- Exeter School, Exeter, Devon
- St Paul’s Cathedral (außer dem Kirchturm), Melbourne, Australien (1880–1891)

## Publikationen

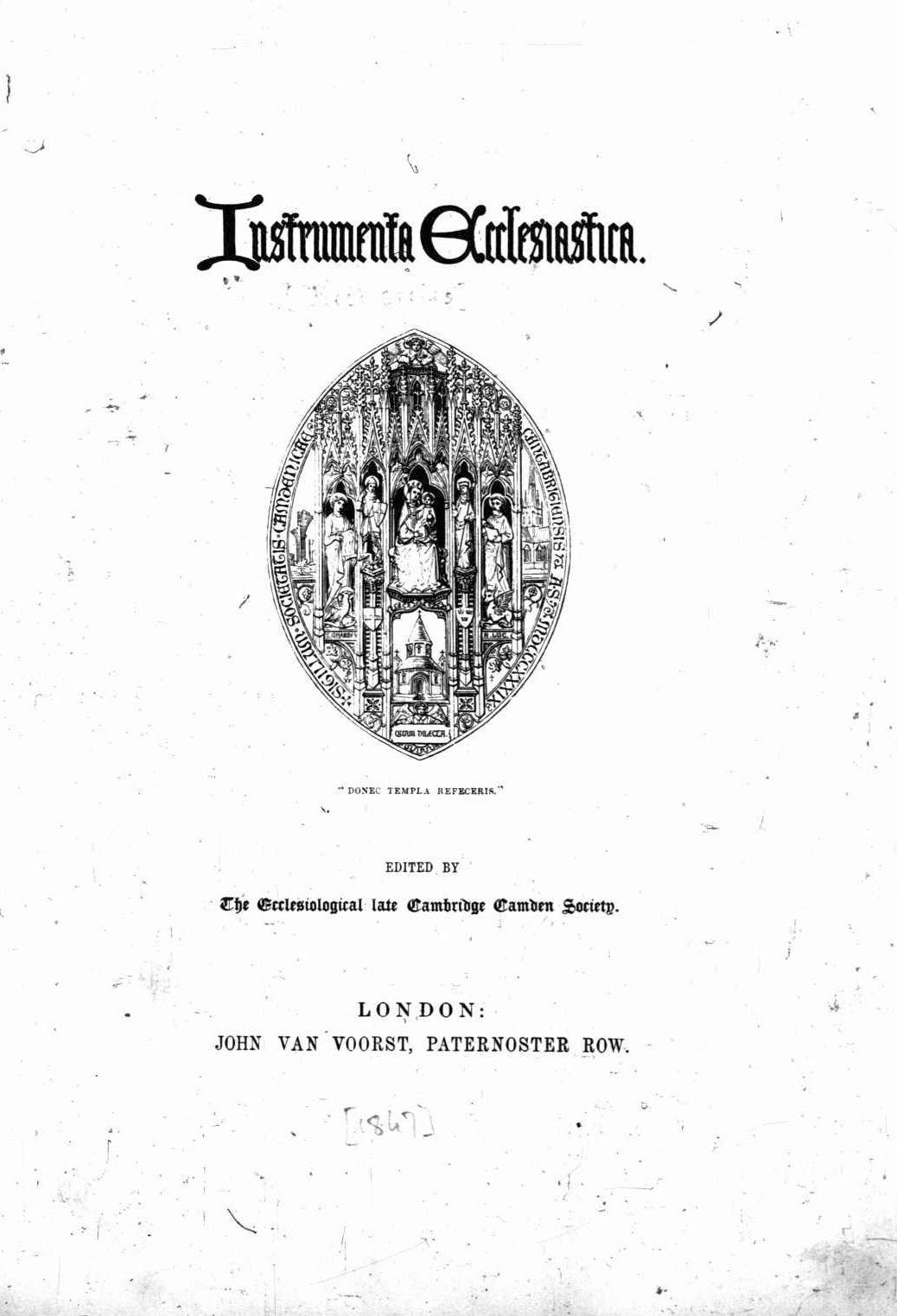
Instrumenta Ecclesiastica, 1847

- Ecclesiological late Cambridge Camden Society (Hrsg.): Instrumenta Ecclesiastica. John Van Voorst, London 1847 (Latein, Online [abgerufen am 13. Februar 2023] mit Gravuren nach Zeichnungen von William Butterfield).